# Pawieł Kuroczkin
Pawieł Aleksejewicz Kuroczkin (ros. Павел Алексеевич Курочкин, ur. 6 listopada?/19 listopada 1900 w Gorniewie, zm. 28 grudnia 1989 w Moskwie) – radziecki wojskowy, generał armii, profesor Akademii Wojskowej im. Frunzego, Bohater Związku Radzieckiego.

## Życiorys
Urodził się we wsi Gorniewo w obwodzie smoleńskim.
W 1917 roku wstąpił do Gwardii Czerwonej i uczestniczył w szturmie na Pałac Zimowy. W 1918 roku wstąpił do Armii Czerwonej. Brał udział w wojnie domowej, uczestniczył w walkach przeciwko wojskom gen. Krasnowa w obronie Petersburga, a później w walkach z wojskami interwencyjnymi aliantów na Północy. Jako kursant kursu dowódców kawalerii Armii Czerwonej brał udział w walkach przeciwko wojskom gen. Judenicza próbujących zająć Petersburg.
Brał udział w wojnie polsko-bolszewickiej, będąc dowódcą plutonu, szwadronu i pułku kawalerii oraz w tłumieniu powstania tambowskiego.
Po zakończeniu wojny domowej ukończył w 1923 roku Wyższą Szkołę Dowódców Kawalerii Armii Czerwonej. Po jej ukończeniu został dowódcą szwadronu szkoły niższych dowódców kawalerii, a w 1924 roku dowódcą szkoły pułkowej w 30 pułku kawalerii. W 1927 roku został szefem sztabu 30 Saratowskiego Pułku Kawalerii. W latach 1930–1932 był słuchaczem Akademii Wojskowej im. Frunzego, a po jej ukończeniu był starszym wykładowcą w katedrze taktyki Akademii.
W 1934 roku został szefem sztabu 1 Samodzielnej Brygady Kawalerii im. Stalina, a następnie w 1935 roku jej dowódcą. Jako dowódca kierował jej przeformowaniem w 1 Dywizję Kawalerii. W grudniu 1937 roku został szefem Wydziału Szkolenia Wyższego Kursu Dowódców Kawalerii im. Budionnego.
W czerwcu 1939 roku został szefem sztabu 2 Korpusu Kawalerii. We wrześniu 1939 roku uczestniczył w agresji ZSRR na Polskę, będąc szefem sztabu grupy kawalerii 6 Armii. W październiku 1939 roku został szefem sztabu 1 Armijnej Grupy Wojsk Samodzielnego Kijowskiego Okręgu Wojskowego. Następnie ukończył kurs w Akademii Sztabu Generalnego.
W trakcie wojny radziecko-fińskiej był dowódcą 28 Korpusu Strzeleckiego. W kwietniu 1940 roku został dowódcą 1 Armijnej Grupy Wojsk Samodzielnego Kijowskiego Okręgu Wojskowego, następnie został dowódcą 17 Armii Zabajkalskiego Okręgu Wojskowego, a od stycznia 1941 roku był dowódcą tego okręgu.
W czerwcu 1941 roku został dowódcą Orłowskiego Okręgu Wojskowego. Po ataku Niemiec na ZSRR, z wojsk okręgu sformowano 20 Armię, którą dowodził w trakcie walk pod Smoleńskiem. W sierpniu został dowódcą 43 Armii, a następnie jeszcze w tym samym miesiącu przedstawicielem Sztabu Generalnego przy dowódcy Frontu Północno-Zachodniego, a w dniu 28 sierpnia został dowódcą tego Frontu. Dowodził nim w czasie walk pod Diemiańskiem, w czasie których okrążono znaczne siły niemieckie. Wojsk tych nie udało się zniszczyć i w wyniku kontruderzeń wojsk niemieckich zostały one odblokowane w maju 1942 roku.
W wyniku kilku nieudanych operacji wojsk frontu w październiku 1942 roku został odwołany ze stanowiska dowódcy frontu, pozostając jednak na stanowisku zastępcy dowódcy frontu. W listopadzie 1942 roku został dowódcą 11 Armii, a w marcu 1943 roku dowódcą 34 Armii. W dniu 23 czerwca 1943 roku został ponownie dowódcą Frontu Północno-Zachodniego, którym dowodził do czasu jego rozformowania w dniu 20 listopada 1943 roku.
W grudniu 1943 roku został zastępcą dowódcy 1 Frontu Ukraińskiego. W lutym 1944 roku został dowódcą 2 Frontu Białoruskiego, a po jego rozwiązaniu w kwietniu 1944 roku został dowódcą 60 Armii. Armią tą dowodził do końca wojny. W tym czasie brał udział w operacjach lwowsko-sandomierskiej, wiślańsko-odrzańskiej, morawsko-ostrawskiej i praskiej. Wojska dowodzonej przez niego armii zasłużyły się w opanowywaniu Tarnopola, Lwowa, Dębicy, Krakowa, Katowic, Nysy i innych miast.
W dniu 29 czerwca 1945 roku za umiejętne dowodzenie przy forsowaniu Odry i Opawy został wyróżniony tytułem Bohatera Związku Radzieckiego.
Po zakończeniu wojny w lipcu 1945 roku został dowódcą Kubańskiego Okręgu Wojskowego. Następnie kolejno był: od lipca 1946 roku zastępcą dowódcy wojsk okupacyjnych w Niemczech, zastępcą do spraw szkolenia dowódcy Wojsk Dalekiego Wschodu i od lutego 1951 roku zastępcą komendanta Akademii Wojskowej im. Frunzego.
W maju 1954 roku został komendantem Akademii Wojskowej im. Frunzego, równocześnie otrzymał tytuł profesora. W latach 1968–1970 był przedstawicielem dowództwa wojsk Układu Warszawskiego w Niemieckiej Republice Demokratycznej. Od 1970 roku był w grupie inspektorów Ministerstwa Obrony ZSRR.
Zmarł w Moskwie, pochowany został na Cmentarzu Nowodziewiczym w Moskwie.

## Awanse
- generał porucznik (4 czerwca 1940)[1]
- generał pułkownik (28 kwietnia 1943)
- generał armii (8 września 1959)

## Odznaczenia
- Złota Gwiazda Bohatera Związku Radzieckiego
- Order Lenina (sześciokrotnie)
- Order Rewolucji Październikowej
- Order Czerwonego Sztandaru (czterokrotnie)
- Order Suworowa I klasy (11.08.1944[2])
- Order Kutuzowa I klasy (dwukrotnie – 10.01.1944[3], 06.04.1945[4])
- Order Wojny Ojczyźnianej I klasy
- Order „Za służbę Ojczyźnie w Siłach Zbrojnych ZSRR” III klasy
- Order „Znak Honoru”
- Medal jubileuszowy „XX lat Robotniczo-Chłopskiej Armii Czerwonej”
- Medal „Za obronę Moskwy”
- Medal „Za zwycięstwo nad Niemcami w Wielkiej Wojnie Ojczyźnianej 1941–1945”
- Medal „Za wyzwolenie Pragi”
- Medal „Weteran Sił Zbrojnych ZSRR”
- Krzyż Komandorski Orderu Virtuti Militari (Polska Ludowa)
- Order Krzyża Grunwaldu II klasy (1946, Polska Ludowa)[5]
- Medal za Odrę, Nysę, Bałtyk (Polska Ludowa)